# Куччиев, Мирзамашрап Раззакович
Мирзамашрап Раззакович Куччиев (узб. Mirzamashrap Razzakovich Kuchchiev; род. в 1954 году, Узбекская ССР, СССР) — государственный деятель,хоким Ташкентской области (с 7 ноября 2005 года-2008 год). 

## Биография
В 1984 году получил кандидата сельскохозяйственных наук. В 1999 году стал депутатом Олий Мажилиса 2-го созыва Кибрайского района Ташкентской области. В 2003 году назначен на должность хокима Паркентского района Ташкентской области. В 2005 году был хокимом Бекабадского района Ташкентской области. 7 ноября 2005 по приказу президента Республики Узбекистан Ислама Каримова стал хокимом Ташкентской области. Он занимал эту должность до 2008 года. С 2005 года депутат Сената Олий Мажилиса.